# TYPO3
TYPO3는 PHP로 작성된 자유-오픈 소스 웹 저작물 관리 시스템이다. GNU 일반 공중 사용 허가서를 통해 배포된다. 리눅스, 마이크로소프트 윈도우, FreeBSD, macOS, OS/2 등의 수많은 운영 체제 위에서 동작하는 아파치나 IIS 등 여러 웹 서버에서 구동할 수 있다.
TYPO3는 드루팔, 줌라, 워드프레스와 함께 전 세계에서 가장 대중적인 콘텐츠 관리 시스템 가운데 하나에 속하지만 유럽과 다른 지역들에 더 널리 보급되어 있다. 특히 독일어를 사용하는 국가들에서 최대 시장 점유율을 보인다.
TYPO3는 코드와 콘텐츠가 별도로 동작하므로 매우 유연한 것으로 알려져 있다. 프로그램 코드를 작성하지 않고도 새 기능들에 의한 확장이 가능하다. 또, 소프트웨어는 50개 이상의 언어로 사용할 수 있으며 지역화 시스템이 내장되어 있으므로 여러 언어로 콘텐츠 게시를 지원한다. 편집 워크플로, 고급 프론트엔드 편집, 스케일러빌리티, 매추어리티 등의 기능으로 인해 TYPO3는 개인이나 비영리 단체를 위한 작은 사이트에서부터 대기업의 다언어의 기업 솔루션에 이르기까지 각기 다른 종류와 크기의 웹사이트를 만들고 관리하는데 사용된다. 회사 환경을 지원하는 기능에 따르면 스스로를 "엔터프라이즈 레벨"의 콘텐츠 관리 시스템으로 분류한다.

## 역사
TYPO3는 1997년 덴마크의 Kasper Skårhøj에 의해 처음 개발되었다. 현재는 Benjamin Mack(코어 팀 리더), Mathias Schreiber(제품 소유자)의 주도로 300명 이상의 기여자들에 의해 개발되고 있다.
TYPO3 협회의 추산에 따르면 현재 500,000곳 이상의 설치본에서 쓰이고 있다. 공식 웹사이트 CMS 크롤러에 의해 확인된 설치본의 수는 2017년 2월 기준으로 약 384,000건에 이른다.

## 같이 보기
- 콘텐츠 관리
- 저작물 관리 시스템

## 추가 문헌
- Michael Peacock – Building Websites with TYPO3 (Paperback) – ISBN 1-84719-111-8
- Michael Schams, Patrick Lobacher - TYPO3 Extbase: Modern Extension Development for TYPO3 CMS with Extbase & Fluid (Paberback) - ISBN 1-53053-417-8
- Rene Fritz, Daniel Hinderink, Werner Altmann – TYPO3: Enterprise Content Management (Paperback) – ISBN 1-904811-41-8